# Відносини Норвегія — Європейський Союз
Норвегія не є членом Європейського Союзу (ЄС). Однак вона асоціюється із Союзом через членство в Європейському економічному просторі (ЄЕЗ), підписане в 1992 році та створене в 1994 році. Норвегія була членом-засновником Європейської асоціації вільної торгівлі (ЄАВТ) у 1960 році, яка спочатку була створена як альтернатива Європейському економічному співтовариству (ЄЕС), головному попереднику ЄС. Норвегія розглядала можливість вступу як до ЄЕС, так і до Європейського Союзу, але вирішила відмовитись після референдумів у 1972 та 1994 роках. Згідно з Європейським соціальним опитуванням, проведеним у 2018 році, 73,6% норвежців проголосували би проти референдуму щодо вступу до Європейського Союзу. Норвегія має два сухопутні кордони з двома країнами-членами ЄС: Фінляндією та Швецією.

## Порівняння
|                   | Європейський Союз | Норвегія                                      |
| ----------------- | --- | --------------------------------------------- |
| Населення         | 447 206 135 | 5 367 580                                     |
| Площа             | 4 324 782 км2 (1 669 808 миля2) | 385 207 км 2 (148 729 кв. миль)               |
| Густота населення | 115 / км 2 (300 / кв. Милі) | 13,9 / км 2 (36,0 / кв. Милі)                 |
| Столиця           | Брюссель (де-факто) | Осло                                          |
| Глобальні міста   | Париж, Амстердам, Мілан, Франкфурт, Мадрид, Брюссель, Варшава, Стокгольм, Відень, Дублін, Люксембург, Мюнхен, Лісабон, Прага | Немає (Осло - це бета-версія)                 |
| Уряд              | Наднаціональна парламентська демократія на основі європейських договорів | Унітарна парламентська конституційна монархія |
| Перший лідер      | Президент вищої адміністрації Жан Моне | Монарх Хокон VII                              |
| Поточний керівник | Голова ради Шарль Мішель Голова комісії Урсула фон дер Лейен | Монарх Гаральд V Прем'єр-міністр Ерна Солберг |
| Офіційні мови     | 24 офіційні мови, з яких 3 вважаються "процедурними" (англійською, французькою та німецькою) | Норвезька, саамська мови                      |
| Основні релігії   | 72% християнства (48%католицизм, 12% протестантизм, 8% східного православ'я, 4% іншого християнства), 23% нерелігійних, 3% інших, 2% ісламу | 82% християни, 13% нерелігійних, 5% Інше      |
| Етнічні групи     | Німці (близько 83 млн.), французи (близько 67 млн.), Італійці (близько 60 млн.), іспанці (близько 47 млн.), поляки (близько 46 млн.), Румуни (близько 16 мільйонів), нідерландці (близько 13 мільйонів), греки (близько 11 мільйонів), Португальці (близько 11 млн.) Та інші | 86,2% норвежці, 13,8% інші                    |
| ВВП (номінальний) | 16,477 трлн. Дол. США, 31 801 дол. На душу населення | $ 443 млрд, $ 82 711 на душу населення        |

## Торгівля
У торгівлі Норвегії домінує ЄС, а Норвегія є п'ятим за значенням партнером ЄС з питань імпорту. Торгівля Норвегії до ЄС у 2008 р. Склала 91,85 млрд. Євро, в основному енергоносії (лише 14,1% - це вироблена продукція). Експорт ЄС до Норвегії склав 43,58 млрд. Євро, переважно виробленої продукції.

## Європейський економічний простір (ЄЕЗ)
Угода про ЄЕЗ надає Норвегії доступ до єдиного ринку ЄУ. З 23 000 чинних законів ЄУ  ЄЕЗ включив близько 5000 (чинних)  означає, що на Норвегію поширюється приблизно 21% законів ЄУ. Відповідно до закордонних справ Норвегії (NOU 2012: 2 с. 790, 795), із законодавчих актів, реалізованих з 1994 по 2010 рік, 70% директив ЄУ та 17% норм ЄУ, що діяли в ЄУ у 2008 році, діяли в Норвегії в 2010 році   Загалом це означає, що близько 28% законодавства ЄУ, яке діяло в ці два типи в 2008 році, діяло в Норвегії в 2010 році. Хоча норвезький парламент повинен затвердити все нове законодавство, яке має "значні нові зобов'язання", це було широко підтримано і, як правило, беззаперечним; між 1992 і 2011 роками 92% законів ЄУ було затверджено одноголосно, а більшість решти переважною більшістю. 
Ця угода сприяє вільному переміщенню товарів, капіталу, послуг та людей між членами ЄС та ЄАВТ, включаючи Норвегію.  Вільне переміщення товарів означає звільнення від митних зборів, де, однак, продукти та напої виключаються (оскільки вони субсидуються ЄС ). Риболовля та сільське господарство щорічно отримують понад 100 мільйонів євро тарифів через митні збори. Вступ до Європейського Союзу як повноправного члена усуне ці збори та призведе до зниження цін на продукти харчування в Норвегії. Цьому протистоять фермери та рибна промисловість, оскільки це створило б додаткову конкуренцію для вітчизняних виробників.  Вільне пересування людей означає свободу пересування працівників між Норвегією та ЄС, а також те, що Норвегія є частиною Шенгенської зони. 
Норвегія отримала права на участь (за винятком права голосу) у ряді програм, органів та ініціатив Союзу.  Сюди входять зони безпеки та оборони, такі як Європейське агентство оборони, Північна бойова група, Frontex, Європол та Європейський центр моніторингу наркотиків та наркоманії. Чи повинна країна подавати заявку на повноправне членство, було однією з найбільш домінуючих та розбіжних тем у сучасних норвезьких політичних дебатах. 
Загальний фінансовий внесок Норвегії, пов’язаний з Угодою про ЄЕЗ, складається із внесків, пов’язаних з участю у цих проектах, а частина надається проектам розвитку для зменшення соціальних та економічних диспропорцій в ЄС ( гранти ЄЕЗ та Норвегії ).   Держави-члени ЄЕЗ, що входять до ЄАВТ, фінансують свою участь у програмах та агентствах на суму, що відповідає відносному розміру їх валового внутрішнього продукту (ВВП) порівняно з ВВП усієї ЄЕЗ. Отже, участь у ЄАОС в ЄАВТ нарівні з країнами-членами ЄС. Загальний обсяг зобов'язань ЄАВТ, що входять до складу ЄЕЗ, становить 2,4% від загального бюджету програм ЄС. У 2008 році внесок Норвегії склав 188 млн. Євро. Протягом програмного періоду 2007–2013 рр. Внесок Норвегії буде суттєво зростати паралельно з розробкою програмного бюджету ЄС, зі 130 млн. Євро в 2007 р. До 290 млн. Євро у 2013 р. На гранти ЄЕЗ та Норвегії з 2004 по 2009 рік Норвегія виділила майже 1,3 млрд. Євро.  

## Історія
У 1962 р. Норвегія подала заявку на членство в Європейському економічному співтоваристві (ЄЕС) з іншими членами ЄАВТ, Ірландією, Данією та Великою Британією, які подали заявку на вступ попереднього року. Коли Франція відмовила заявці Сполученого Королівства наступного року, переговори про приєднання до Норвегії та інших країн також були припинені через сильні економічні зв'язки між ними. Це повторилося в 1967 році. 
Норвегія завершила свої переговори щодо умов регулювання норвезького членства в ЄЕС 22 січня 1972 року. Після переважної парламентської більшості за приєднання до ЄЕС на початку 1972 р. Уряд вирішив винести це питання на народний референдум, призначений на 24 і 25 вересня  Результатом стало те, що 53,5% проголосували проти членства та 46,5% за.  Уряд Норвезької лейбористської партії на чолі з Тригве Браттелі подав у відставку за результатами референдуму, а коаліційний уряд на чолі з Ларсом Корвальдом взяв на себе. 
За підсумками референдуму Норвегія уклала торговельну угоду із Співтовариством. Ця торгова угода залишалася чинною доти, поки Норвегія не приєдналася до Європейського економічного простору 1 січня 1994 р. 
28 листопада 1994 р. Був проведений другий референдум, який звузив відстань, але дав той самий результат: 52,2% виступили проти членства та 47,8% за, при виборі 88,6%.  В даний час не планується відновлення їхньої поточної заявки, яка в даний час заморожена.
Норвегія була асоційованим членом Західноєвропейського Союзу до припинення діяльності організації в 2011 році.

## Дебати про членство
Заява Норвегії про членство в ЄС була заморожена, але не відкликана. Його можна було відновити в будь-який час після оновлення внутрішньої політичної волі, як це сталося у випадку з Мальтою.
Основним питанням для Норвегії є її риболовецькі ресурси, які складають значну частину національної економіки і які підпадали б під Спільну рибну політику, якщо Норвегія мала приєднатися до ЄС. Норвегія має високий ВНП на душу населення, і їй доведеться платити високий членський внесок. Країна має обмежений обсяг сільського господарства та малорозвинені райони, а це означає, що Норвегія отримала б невелику економічну підтримку від ЄС. Однак Станом на  2009  , Норвегія вирішила взяти участь у багатьох проєктах ЄС, і оскільки її загальний фінансовий внесок, пов’язаний з Угодою про ЄЕЗ, складається із внесків, пов’язаних з участю у цих проєктах, та частини, що надається проєктам розвитку для зменшення соціальних та економічних диспропорцій в ЄС (Гранти ЄЕЗ та Норвегії),   його участь нарівні з участю держав-членів ЄС. Загальний обсяг зобов'язань ЄАВТ, що входять до складу ЄЕЗ, становить 2,4% від загального бюджету програм ЄС.
Оскільки ці позиції значною мірою перетинають ідеологічні межі, різні політичні партії вирішували цю проблему по-різному. Партія Центру дотримується найбільш принципової позиції проти членства, і хоча такі партії, як Норвезька консервативна партія та Норвезька лейбористська партія підтримують членство в своїй платформі, вони дозволяють меншості протистояти їй. Найбільш кардинально, що Норвезька ліберальна партія розділилася з цього приводу в 1972 році на знаменитій партійній конференції в Роросі і об'єдналася лише в 1989 році.
Питання про членство в ЄУ перетинає традиційну ліво-праву вісь у норвезькій політиці. Оскільки лейбористська партія втратила своє панування в норвезькій політиці, усі уряди є коаліцією кількох політичних партій. Оскільки це питання майже напевно розірве будь-яку можливу урядову коаліцію (за винятком, можливо, великої коаліції лейбористів та консерваторів), жоден уряд не піднімав цю тему, і жодна опозиційна партія також не заявляла про своє бажання.
Відомо, що розбіжності в цьому питанні створюють розбіжності в сім'ях та місцевих громадах. Хоча існує загальна закономірність, що міські громади віддають перевагу членству, а сільські - ні, проте в усіх районах Норвегії були голосові меншини.
Справу ускладнювало те, що в дебатах було порушено велику різноманітність політичних та емоційних факторів. Радикальні соціалісти виступають проти членства через протидію консервативним економічним і політичним силам, які турбують їх у Європі; опоненти справа стурбовані порушенням норвезької культури; а інші в принципі виступають проти компрометації норвезького суверенітету. 9 квітня 2022 року керуючий мер Осло Раймонд Йогансен висловив надію, що настав час для дебатів про членство в ЄС, заявивши: «ЄС не лише наш найкращий гарант миру та демократії. Це також найкраща відповідь, яку ми маємо багато проблем, які стоять перед норвезьким суспільством».

### Позиції норвезьких політичних партій
В даний час партії, які підтримують або виступають проти членства в ЄС, можна знайти як у правих, так і в лівих коаліціях: як результат, більшість урядів містять про- та антиєвропейські елементи. Щоб уникнути подальших дебатів щодо членства в ЄС, партії, що є членами ЄС, зазвичай вимагають " пунктів самогубства " в угодах про коаліцію між собою, тобто, якщо якась партія в коаліції офіційно розпочне нові дебати щодо ЄС, уряд впаде. Це стосується як попереднього правоцентристського уряду Бондевіка, так і лівоцентристського уряду Столтенберга. У таблиці нижче наведено позицію різних парламентських партій щодо членства в ЄС, відсортовану за їх часткою голосів на останніх парламентських виборах (2017) :

### Опитування громадської думки
В середньому норвезькі виборці категорично виступають проти членства Норвегії в Європейському Союзі. Середнє опитування за 10 років показує, що близько 70% виборців Норвегії виступають проти членства в ЄУ.
Згідно з останніми даними опитування, більшість норвезьких виборців залишаються проти членства в ЄУ.
| Дата    | Організація | Так   | Ні    |
| ------- | ----------- | ----- | ----- |
| 2003-09 | Sentio      | 37%   | 38%   |
| 2005–06 | Sentio      | 36%   | 51%   |
| 2006-05 | Response    | 45%   | 55%   |
| 2006–09 | Response    | 45%   | 55%   |
| 2006–11 | Response    | 41%   | 59%   |
| 2007-04 | Response    | 45%   | 55%   |
| 2007–11 | Response    | 42%   | 58%   |
| 2008-05 | Response    | 40%   | 60%   |
| 2008–12 | Sentio      | 37.5% | 50.7% |
| 2009-01 | Sentio      | 32.5% | 52.8% |
| 2009-02 | Sentio      | 35.1% | 54.7% |
| 2009-03 | Sentio      | 33%   | 54.9% |
| 2009-04 | Sentio      | 34.9% | 53.3% |
| 2009-05 | Response    | 42%   | 58%   |
| 2009-05 | Norstat     | 38.6% | 49%   |
| 2009-06 | Norstat     | 40.6% | 50.3% |
| 2009-09 | Sentio      | 35%   | 52.2% |
| 2009–10 | Sentio      | 41.4% | 45.6% |
| 2009–11 | Sentio      | 42%   | 58%   |
| 2010-02 | Sentio      | 33%   | 53.4% |
| 2010-04 | Sentio      | 36.3% | 50.1% |
| 2010-05 | Norstat     | 32.3% | 55%   |
| 2010-05 | Sentio      | 30.3% | 56.9% |
| 2010-05 | Response    | 26%   | 62%   |
| 2010-07 | Sentio      | 25.3% | 66.1% |
| 2010-07 | Norstat     | 25%   | 66%   |
| 2010-08 | Sentio      | 26%   | 62%   |
| 2010-09 | Sentio      | 24.9% | 64.9% |
| 2011-01 | Sentio      | 22.5% | 65.9% |
| 2011-05 | Response    | 29%   | 71%   |
| 2011-07 | Sentio      | 17.1% | 73.4% |
| 2011-07 | Sentio      | 20.1% | 68.8% |
| 2011-10 | Sentio      | 18.6% | 70.8% |
| 2011-10 | Synovate    | 12%   | 72%   |
| 2012-07 | Sentio      | 17.2% | 74.8% |
| 2013-01 | Sentio      | 18.7% | 70.8% |
| 2014-08 | Sentio      | 17.8% | 70.5% |
| 2015-12 | Sentio      | 18.1% | 72.0% |
| 2016-06 | Sentio      | 19.6% | 70.9% |
| 2016-08 | Ipsos MMI   | 16%   | 66%   |
| 2018-06 | Sentio      | 22%   | 67%   |
| 2019-11 | Sentio      | 28%   | 60%   |
| 2022-03 | Nyheter     | 26%   | 53%   |

## Дипломатичні відносини між Норвегією та країнами-членами ЄУ
| Країна     | Посольство Норвегії                                             | Взаємне посольство | Примітки                                                                  |
| ---------- | --------------------------------------------------------------- | ------------------ | ------------------------------------------------------------------------- |
| Австрія    | Відень                                                          | Осло               | Постійне представництво Норвегії при ОБСЄ у Відні                         |
| Бельгія    | Брюссель                                                        | Осло               | Місія Норвегії при ЄС та Постійне представництво при НАТО в Брюсселі      |
| Болгарія   |                                                                 | Осло               |                                                                           |
| Хорватія   | Загреб                                                          | Осло               |                                                                           |
| Чехія      | Прага                                                           | Осло               |                                                                           |
| Данія      | Копенгаген                                                      | Осло               |                                                                           |
| Естонія    | Таллінн                                                         | Осло               |                                                                           |
| Фінляндія  | Гельсінкі                                                       | Осло               |                                                                           |
| Франція    | Париж                                                           | Осло               | Місія Норвегії при ОЕСР та ЮНЕСКО в Парижі. та в Раді Європи у Страсбурзі |
| Німеччина  | Берлін Генеральне консульство: Гамбург Консульство: Дюссельдорф | Осло               |                                                                           |
| Греція     | Афіни                                                           | Осло               |                                                                           |
| Угорщина   | Будапешт                                                        | Осло               |                                                                           |
| Ірландія   | Дублін                                                          | Осло               |                                                                           |
| Італія     | Рим                                                             | Осло               |                                                                           |
| Латвія     | Рига                                                            | Осло               |                                                                           |
| Литва      | Вільнюс                                                         | Осло               |                                                                           |
| Нідерланди | Гаага Генеральне консульство: Роттердам                         | Осло               |                                                                           |
| Польща     | Варшава                                                         | Осло               |                                                                           |
| Португалія | Лісабон                                                         | Осло               |                                                                           |
| Румунія    | Бухарест                                                        | Осло               |                                                                           |
| Словаччина | Братислава                                                      | Осло               |                                                                           |
| Іспанія    | Мадрид Генеральне консульство: Барселона Консульство: Аліканте  | Осло               |                                                                           |
| Швеція     | Стокгольм                                                       | Осло               |                                                                           |

## Подальше читання
- Звіт Комітету з огляду ЄЕЗ. 2012 рік. [Архівовано 12 листопада 2020 у Wayback Machine.] Зовні та всередині угоди Норвегії з Європейським Союзом. [Архівовано 12 листопада 2020 у Wayback Machine.]

### Уряд Норвегії
- Місія Норвегії при ЄУ [Архівовано 24 лютого 2021 у Wayback Machine.]

### НУО, пов’язані з питанням членства
- www.jasiden.no – Європейський рух у Норвегії (in Norwegian)
- www.europeiskungdom.no [Архівовано 18 січня 2021 у Wayback Machine.] – Європейська молодь у Норвегії (in Norwegian)
- www.neitileu.no [Архівовано 24 лютого 2009 у Wayback Machine.] – Євроскептики (in Norwegian)
- www.umeu.no [Архівовано 22 березня 2021 у Wayback Machine.] – Молодь проти ЄУ (in Norwegian)